# 八峰白神ジオパーク

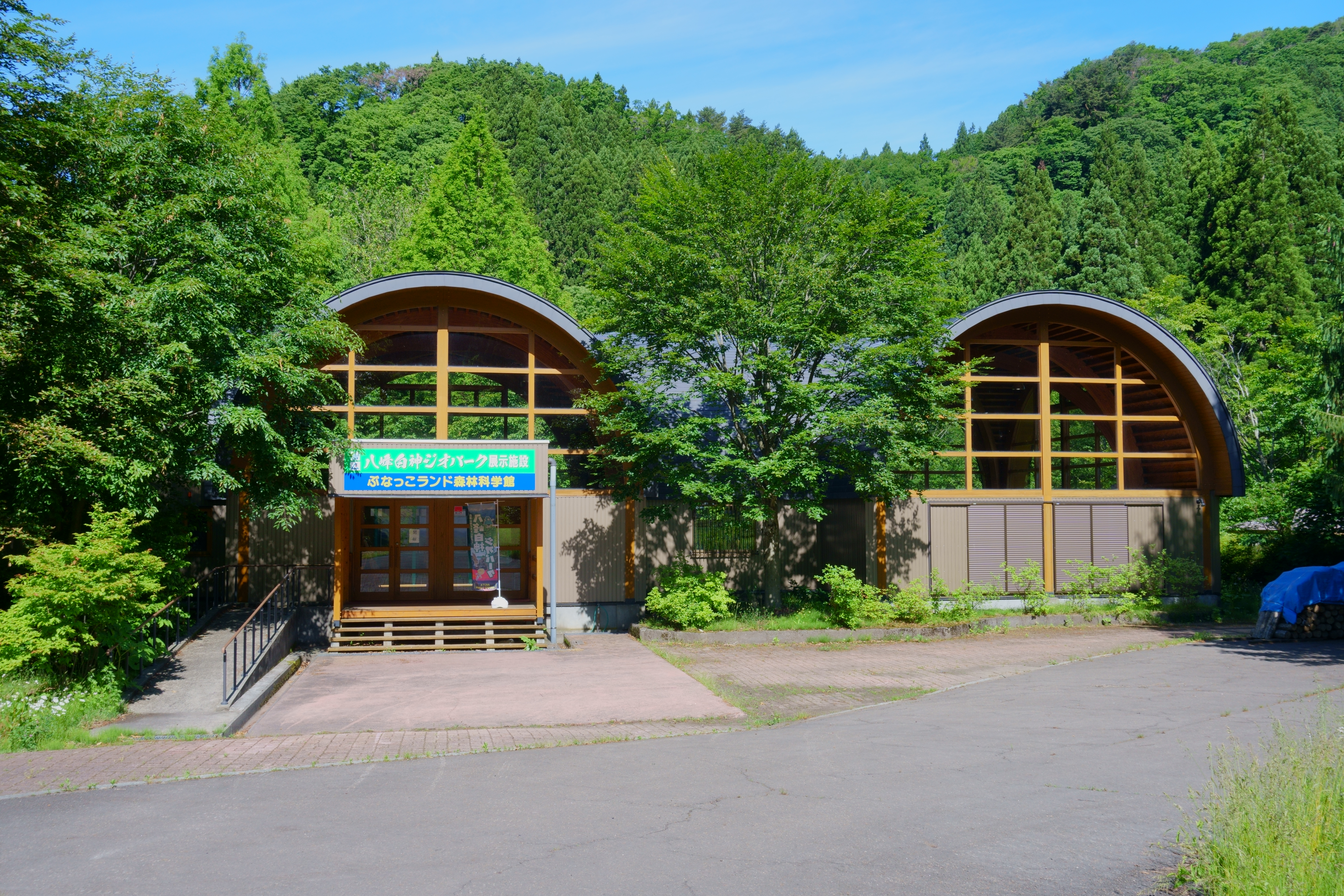
ジオパークの展示施設、八森ぶなっこランド

八峰白神ジオパーク（はっぽうしらかみジオパーク、英:Happo Shirakami Geopark）は、秋田県山本郡八峰町全域にわたる日本ジオパークの一つである。

## 概要
八峰白神ジオパークは、世界自然遺産である白神山地の麓に多くのジオサイトを有する日本ジオパークである。テーマは「白神山地の恵みに生きる」である。2012年9月に日本ジオパークとして認定された。

## 沿革
- 1967年（昭和39年）7月16日 - 旧八森町の沿岸を中心に八森岩館県立自然公園が指定される。
- 1993年（平成5年）12月 - 白神山地が世界自然遺産に登録される[1]。
- 2004年（平成16年）8月24日 - 秋田白神県立自然公園が指定される。
- 2012年（平成24年）9月 - 八峰白神ジオパークが日本ジオパークに認定される。
- 2015年（平成27年）3月20日 - 八森椿海岸柱状節理群が秋田県の指定文化財（天然記念物）に指定される。